# Patricia Neske
Patricia Neske (ur. 19 października 1966 w Harbor City w Kalifornii) – była łyżwiarką figurową, startowała w barwach Niemiec.
Trenowała w Oberstdorfie u Petera Jonasa.
Po zakończeniu amatorskiej kariery wróciła do rodziców do USA.

## Osiągnięcia
Igrzyska Olimpijskie 1992 - 13
Mistrzostwa świata w łyżwiarstwie figurowym:
- 1985 - 12
- 1989 - 4
- 1990 - 7
- 1991 - 9
- 1992 - 10

Mistrzostwa Europy w łyżwiarstwie figurowym:
- 1985- 8
- 1989 - 3
- 1990 - 5
- 1991 - 5
- 1992 - 3

Mistrzostwa Niemiec w łyżwiarstwie figurowym:
- 1985 - 2
- 1989 - 2
- 1990 - 1
- 1991 - 2
- 1992 - 1